# Малиновский, Владимир Владимирович
Владимир Владимирович Малиновский (род. 1952, Рязань, СССР) — заместитель генерального прокурора Российской Федерации с 2006 по 2019 год, возглавлял Управление Генеральной прокуратуры РФ по Центральному федеральному округу. Прокурор Хабаровского края (2002-2006), Прокурор Еврейской автономной области (2001-2002). Государственный советник юстиции 1 класса

## Биография
- 1969—1970 — студент Астраханского государственного медицинского института.
- 1970—1970 — почтальон по сопровождению и обмену почты Астраханского отделения Минсвязи СССР.
- 1970—1971 — ученик резальщика, резальщик астраханской типографии издательства «Волга»
- 1971—1976 — студент Воронежского ордена Ленина государственного университета им. Ленинского комсомола
- 1976—1978 — стажер, позже следователь прокуратуры Наримановского района г. Астрахани
- 1978—1978 — прокурор следственного отдела прокуратуры Астраханской области
- 1978—1984 — заместитель начальника следственного отдела прокуратуры Астраханской области
- 1984—1987 — прокурор Трусовского района г. Астрахани
- 1987—1989 — прокурор Кировского района г. Астрахани
- 1989—2001 — первый заместитель прокурора Хабаровского края
- 2001—2002 — прокурор Еврейской автономной области, г. Биробиджан
- 2002 — Малиновский назначен прокурором Хабаровского края.
- 2005 — приказом генпрокурора РФ Владимира Устинова прокурору края Владимиру Малиновскому объявлено о неполном служебном соответствии[1][2].
- 2006—2019 — заместитель Генерального прокурора Российской Федерации[3], курировал, в том числе, и Центральный федеральный округ[4], соответственно, с 2016 года, Малиновский был непосредственным руководителем начальника управления Генеральной прокуратуры РФ в ЦФО, прокурора Кабалоева[5].
- В 2019 году замгенпрокурора Владимир Малиновский ушел в отставку в связи с выходом на пенсию по выслуге лет и по состоянию здоровья[6]. После освобождения от занимаемой должности остался работать в генпрокуратуре в качестве советника[7].

## Деятельность
Владимир Малиновский получил широкую известность благодаря межведомственной войне со Следственным комитетом России, «игорному делу» и делу совладельца аэропорта «Домодедово» Дмитрия Каменщика. Активно участвовал Владимир Малиновский и в деле «Ив Роше».
В 2016 году он обращался в суд с иском об обращении имущества бывшего губернатора Сахалина Хорошавина, его супруги и сына в доход государства. В результате суд конфисковал имущество экс-главы Сахалина на 1,1 млрд рублей. В 2011 году приоритетным направлением Малиновского был надзор за исполнением трудового законодательства. Он является сторонником применения к недобросовестным работодателям такой относительно новой формы наказания, как дисквалификация за невыплату зарплат, считает, что «бороться с этим явлением можно только одним путем — выявлять и жестко наказывать в рамках закона».

## Награды
За укрепление законности и правопорядка награждён государственными и ведомственными наградами.

## Личная жизнь
Женат. Сын жены от первого брака Евгений, проходил службу в Перовской межрайонной прокуратуре Москвы.